# Drackenstedt

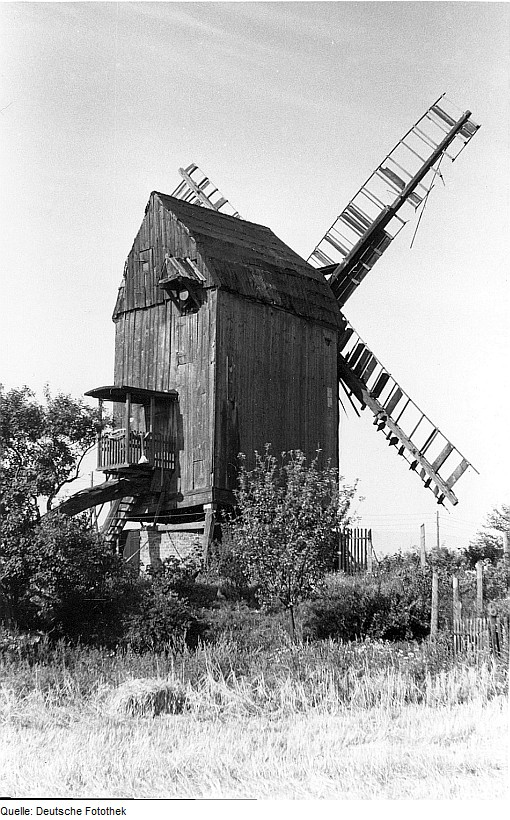
Michaelis Mühle, 1973

Drackenstedt ist ein Ortsteil der Gemeinde Eilsleben im Landkreis Börde in Sachsen-Anhalt (Deutschland).

## Geografie
Drackenstedt liegt im Norden der Magdeburger Börde im Quellbereich der Olbe, eines kleinen Flüsschens, dessen Wasser über die Beber und Ohre in die Elbe gelangt. Auch die Allerquellen sind nur wenige Kilometer von Drackenstedt entfernt. Nordwestlich von Drackenstedt erreicht der Wartsberg 179 m ü. NN. Seehausen ist ca. 8 km, die Landeshauptstadt Magdeburg etwa 15 km von Drackenstedt entfernt.

### Ortsgliederung
Zu Drackenstedt gehört der einen Kilometer südlich liegende Ortsteil Bahnhof Dreileben-Drackenstedt.

## Geschichte
Drackenstedt wurde erstmals in einer Ottonenurkunde als Drikkestedi vom 22. Oktober 973 genannt. Um 1220 und 1270 wurde der Ort Drakenstide und im 14. Jahrhundert Drakenstede genannt. In dieser Zeit gab es auch den östlich gelegenen 1370 wüst gewordenen Ort Klein-Drackenstedt (in minori Drakelstide). In beiden Orten waren die reichsfreien Edelherren von Meinersen begütert. In Drakenstide gaben sie um 1220 eine Hufe und einen Mühlenplatz als Lehen an die Brüder von Esbeck. In minori Drakelstide den Zehnt und eine Hufe als Lehen an Heinrich von Zeringe.
Eine der bedeutendsten halleschen Patrizierfamilien, die von Drackenstedt (Drachstedt) hatte hier ihren Stammsitz, bevor Thilo I. von Drackenstedt der einzige Sohn Heinrichs von Drackenstedt (um 1397) nach Halle an der Saale übersiedelte.
Bis 1984/1985 verfügte der Ort mit der Michaelis Mühle über eine Bockwindmühle, die dann jedoch nach Hohenwarthe umgesetzt wurde.
Am 1. September 2010 wurde Drackenstedt nach Eilsleben eingemeindet.

## Einwohnerzahlen
| Datum      | Einwohner |
| ---------- | --------- |
| 31.12.2003 | 458       |
| 31.12.2004 | 443       |
| 31.12.2005 | 430       |
| 31.12.2006 | 427       |
| 31.12.2007 | 431       |
| 31.12.2008 | 419       |
| 31.12.2009 | 404       |

Quellen: Statistisches Landesamt Sachsen-Anhalt

## Wappen
Das Wappen wurde am 21. Oktober 1996 durch das Regierungspräsidium Magdeburg genehmigt. Blasonierung: „In Silber ein gestürzter linksgewendeter roter Drachen, golden bewehrt.“ Das Wappen wurde von der Magdeburger Heraldikerin Erika Fiedler gestaltet. Der Drachen (als Beschützer vor Unheil) begründet das „Redende Wappen“ von Drackenstedt.

## Kultur und Sehenswürdigkeiten

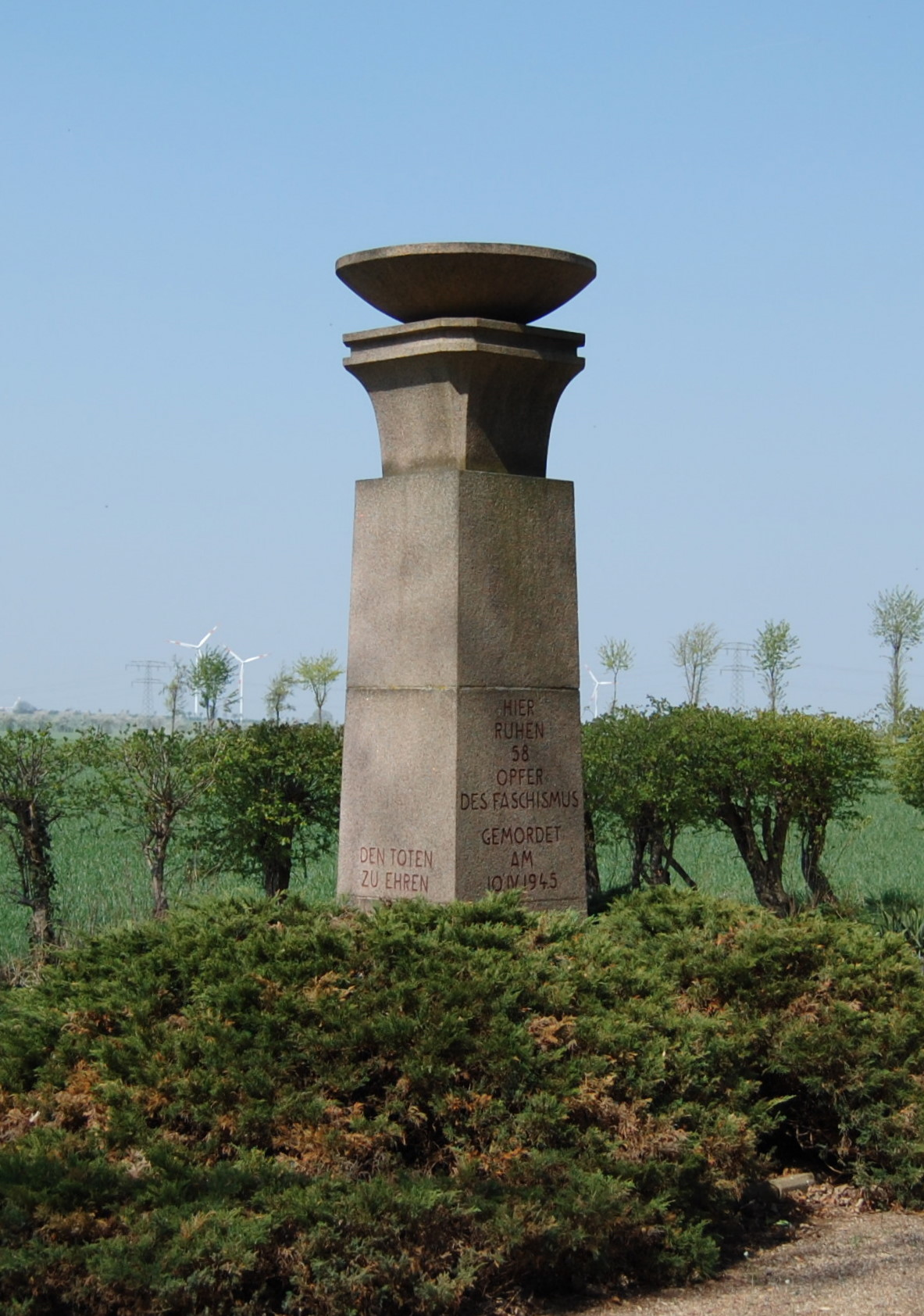
Mahnmal auf dem Friedhof von Drackenstedt

- Gedenkanlage für 58 unbekannte KZ-Häftlinge verschiedener Nationalität, die bei einem Todesmarsch im April 1945 vom KZ-Außenlager Stempeda des KZ Mittelbau-Dora über den Harz getrieben und von SS-Männern in einer Scheune des Ortes ermordet wurden.
- Die evangelische Sankt-Cosmas-und-Damian-Kirche (heute St. Nicolai) in Drackenstedt mit romanischem Kirchturm wurde in der ersten Hälfte des 13. Jahrhunderts erbaut, das Kirchenschiff stammt aus der Zeit um 1750.

## Verkehrsanbindung
Der Autobahn-Anschluss Bornstedt (A 2) ist nur ca. 4 km von der Gemeinde entfernt. Auch die Bundesstraßen 1, 245 und 246a führen nahe Drackenstedt vorbei. Der Bahnhof Dreileben-Drackenstedt liegt an der Bahnstrecke Braunschweig–Magdeburg. Der Ort liegt an der Landesstraße 24, die von Oschersleben über Haldensleben und Calvörde nach Oebisfelde führt.

## Persönlichkeiten
1882 wurde in Drackenstedt der später dem Nationalsozialismus nahestehende Theologe und Autor Albert Hosenthien geboren.
Von 1881 bis 1902 hatte der deutsche Theologe Karl Knaake und Begründer der Weimarer Lutherausgabe die Pfarrstelle der Gemeinde Drackenstedt inne und lebte im Pfarrhaus. Hier entstanden mehrere Bände der Ausgabe.